# Korrekter Name
Der korrekte Name ist in der Botanik der einzig zutreffende regelrechte wissenschaftliche Name gemäß dem Internationalen Code der Nomenklatur für Algen, Pilze und Pflanzen (ICN), der für ein spezifisches Taxon zu benutzen ist, wenn dieses Taxon die zwingend erforderliche taxonomische Umschreibung, Stellung und Rang hat.:Glossary

## Regelungen
Die Bestimmung des akzeptierten wissenschaftlichen Namens ist ein komplexer Vorgang. Der Name muss gültig publiziert (englisch validly published) sein, ein Prozedere, das in nicht weniger als 16 Artikeln des ICN beschrieben ist.:Article 6.2 Er muss außerdem „legitimiert“ (englisch legitimate) sein, was einige weitere Anforderungen an den Namen stellt.:Articles 6.3,6.4 Wenn es zwei oder mehr legitime Namen mit derselben Beschreibung, Stellung und taxonomischem Rang für dasselbe Taxon gibt, dann ist der akzeptierte wissenschaftliche Name jener, der Priorität genießt, also als erster publiziert wurde (Prioritätsprinzip),:Principle III. Weithin genutzte Namen können auch konserviert werden. Gültig publizierte Namen, die vom akzeptierten wissenschaftlichen Namen abweichen, werden als Synonyme bezeichnet.:Article 7.2 Da Taxonomen der Beschreibung, Stellung oder dem Rang eines Taxons widersprechen können, kann es mehr als einen akzeptierten wissenschaftlichen Namen für ein spezielles Taxon geben. Diese können gleichfalls als Synonyme bezeichnet werden.
Der akzeptierte wissenschaftliche Name hat nur eine korrekte Schreibweise, welches im Allgemeinen die Original-Schreibweise ist (obwohl verschiedene, beschränkte Korrekturen erlaubt sind). Andere Schreibweisen werden als Orthographische Variante bezeichnet.:Articles 60–61

## BeispielAdenanthera falcatariaL. (1762)

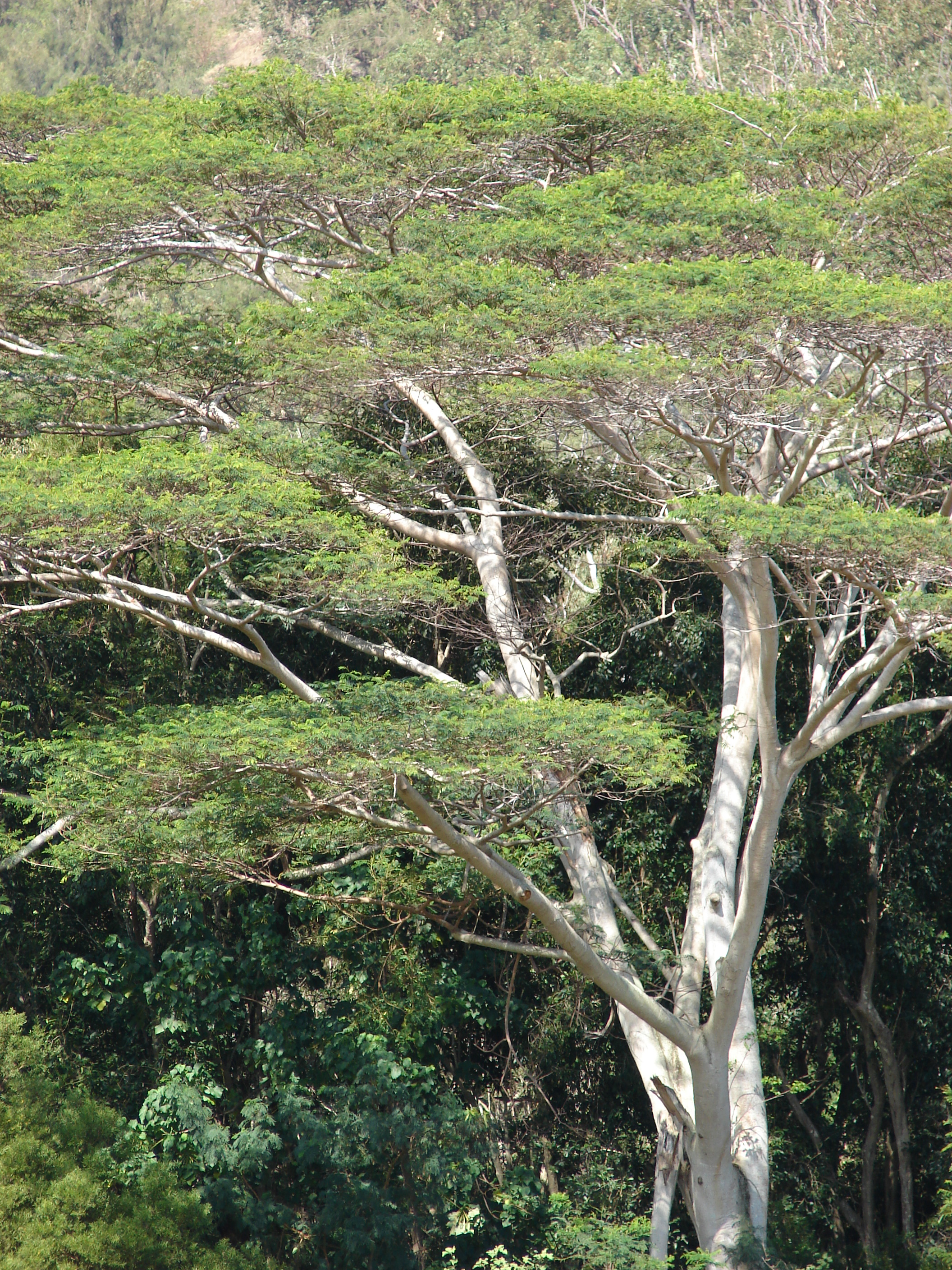
Adenanthera falcataria L. hat viele weitere Namen

Unterschiedliche taxonomische Sichtweisen können zu unterschiedlichen akzeptierten wissenschaftlichen Namen führen. Der früheste veröffentlichte Name für diesen schnell wachsenden Baum ist Adenanthera falcataria L. Das „L.“ steht für Carl von Linné, der als erster in gültiger Art und Weise diesen Namen publizierte. Adenanthera falcataria ist daher einer der akzeptierten wissenschaftlichen Namen für diese Pflanzenart. Es gibt aber weitere akzeptierte wissenschaftliche Namen, die auf anderen taxonomischen Ansätzen beruhen.
- Die Art kann in die Gattung Albizia eingeordnet werden, wie Fosberg dies als erster tat. Wenn diese Art als Angehöriger dieser Gattung betrachtet wird, dann ist der akzeptierte wissenschaftliche Name der Gattungsname, gefolgt vom früheren Artepitheton, was Albizia falcataria ergibt.[1]:Article 11.4 Dieser Name könnte nicht benutzt werden, wenn es bereits eine Art mit diesem Epitheton innerhalb der Gattung gibt, so dass ein illegitimes Duplikat entstehen würde.[1]:Article 53 Da dies nicht der Fall ist, ist der akzeptierte wissenschaftliche Name innerhalb dieser Gattung Albizia falcataria (L.) Fosberg. „Fosberg“ steht für den Autor, welcher die Art in die neue Gattung überführt hat; „L.“ steht für den Autor des Basionyms, von dem der neue Name abgeleitet wurde.
- Diese Art kann auch in die Gattung Paraserianthes eingruppiert werden. Ihr akzeptierter wissenschaftlicher Name in dieser Stellung ist dann Paraserianthes falcataria (L.) I.C.Nielsen.
- Innerhalb der Gattung Paraserianthes wird diese Art in die Sektion Falcataria eingruppiert. Wenn die Sektion im Rang aufgewertet und zur Gattung Falcataria erhoben wird, kann der akzeptierte wissenschaftliche Name nicht Falcataria falcataria sein, da nach den Regeln des botanischen Codes (im Gegensatz zur Zoologie) Namen mit demselben Wort in Gattungsnamen und Art-Epitheton (Tautonyme) ausgeschlossen sind.[1]:Article 23.4 Ein alternatives Basionym muss gefunden oder ein völlig neuer Name geschaffen werden. Der akzeptierte wissenschaftliche Name ist Falcataria moluccana (Miq.) Barneby & J.W.Grimes.

Die vier Namen Adenanthera falcataria, Albizia falcataria, Paraserianthes falcataria und Falcataria moluccana sind akzeptiert, unter der Annahme, dass diese Pflanzenart in die jeweilige Gattung eingruppiert wird. Welches der „richtige“ Name ist, ist ein Problem der Taxonomie, nicht eines der Nomenklatur. Daher wird dieser Baum verschiedene akzeptierte botanische Namen haben.